# Каган, Кимберли
Кимберли Каган (англ. Kimberly Kagan; род. 1972) — американский военный историк. Основательница и президент американского Института по изучению войны.

## Биография
Кимберли Каган окончила бакалавриат Йельского университета, степень доктора философии по антиковедению (англ. Ancient History) получила там же. В 2004—2005 годах — постдок по военной истории в Йеле.
В 2000—2005 годах преподавала в Военной академии США в Вест-Пойнте, в 2005 году — в Йельском университете, Джорджтаунском университете, Американском университете.
В 2007 году основала Институт по изучению войны.
В 2009 году работала в экспертной группе генерала Стэнли Маккристала.
С 2010 по 2012 год служила в Кабуле, Афганистан, под руководством командующих Международными силами содействия безопасности генерала Дэвида Петреуса и затем генерала Джона Аллена.
Её статьи публиковались в «The Wall Street Journal», «The New York Times», «The Weekly Standard» и других изданиях.

## Семья
Муж — Фредерик Каган, сын американского историка и профессора Йельского университета Дональда Кагана, познакомились в Йельском университете.